# David Tyrrell
David Tyrrell CBE, FRS (19 de junho de 1925 – 2 de maio de 2005) foi um virologista britânico.
Foi eleito membro da Royal Society em 1970, e Commander of the Most Excellent Order of the British Empire (CBE) em 1980. Recebeu graus honorários da Universidade de Sheffield (1979) e da Universidade de Southampton (1990).